# たちかぜ型護衛艦
たちかぜ型護衛艦（たちかぜがたごえいかん、英語: Tachikaze-class destroyer）は海上自衛隊のミサイル護衛艦（DDG）の艦級。海自第二世代のDDGとして、第3次防衛力整備計画の最終年度にあたる昭和46年度より建造が開始され、3隻が建造された。海軍戦術情報システム（NTDS）に準じた戦術情報処理装置やSM-1MR艦隊防空ミサイルに対応するなど改良されたターター・システムを搭載しており、海自護衛艦の武器システムを世界最高水準とする第一歩であったと評価されている。なお、本型の最終艦は、推進機関に蒸気タービン方式を採用した最後の護衛艦でもある。
建造価格は、ネームシップでは185億円（昭和46年度）であったが、同艦で後日装備とされた各種アップデートを最初から盛り込んだ3番艦では300億円強（昭和53年度）となった。

## 来歴
海上自衛隊では、第1次防衛力整備計画末期の「あまつかぜ」（35DDG）によりターター・システムの艦隊配備を実現し、その性能に強い感銘を受けていた。しかし、取得費だけでも、「たかつき」（38DDA）の約70億円に対して、あまつかぜでは約98億円と、極めて高コストであったことから、以来ほぼ10年間ミサイル搭載護衛艦は建造されていなかった。
その後、第3次防衛力整備計画において、護衛隊群の編成について8艦6機体制が採択されると、各護衛隊群にターター・システム搭載のミサイル護衛艦（DDG）1隻を配分する必要上、ヘリコプター護衛艦（DDH）と同様、周辺海域にとどまらない外洋作戦にも対応した大型のミサイル護衛艦が求められた。これに応じて、3次防の最終年度にあたる昭和46年度に計画されたのが「たちかぜ」である。なお同艦の取得費用は、最終的に、約185億円にのぼった。この時点で、既にMSA協定によるアメリカからのMAP援助は終了しており、ターター・システムは全て海自予算を使用した対外有償軍事援助（FMS）により購入されたことから、本型は日本の経済復興にともなう独力での防衛力整備の象徴的存在ともされた。

## 設計
本型の総合的な特徴は、「あまつかぜ」とたかつき型（38DDA）をあわせたものとなっている。基本計画番号はF-109。

### 船体
船体形状はたかつき型とおおむね同等であり、また昭和40年度計画艦（「もちづき」（40DDA）・「みねぐも」（40DDK））以降と同様、凌波性向上のためのナックルなども採用されている。なお可変深度ソナーの後日装備が予定されていたことから、艦尾にはトランサムが付されている。
71式ボフォースロケットランチャーをもたないことから、艦橋構造物はたかつき型より前方に位置している。たかつき型と同様、煙突はマストと一体化したマック方式を採用しているが、煙突排煙口の形状は異なるものとなった。
主要武器の配置はチャールズ・F・アダムズ級ミサイル駆逐艦と同様で、前甲板に51番砲、第2マック後方の構造物に2基のMk.74 ミサイル射撃指揮装置、その後方に52番砲、ついでMk.13 ミサイル発射機が配置されている。ただしアスロック発射機については、アダムズ級では船体寸法の制約から中部甲板に設置さざるを得なかったのに対して、本型ではたかつき型と同様に51番砲の後方、艦橋構造物の前方に配置することで、十分な水平射界を確保している。

### 機関
主ボイラーとしては「たかつき」（38DDA）および「もちづき」（40DDA）と同系列の三菱重工業長崎造船所・米国CE社製の舶用2胴水管型ボイラーを採用している。力量と蒸気性状はたかつき型と同一で、蒸気圧力は40 kgf/cm2 (570 lbf/in2)、温度450℃、蒸気発生量は各120トン/時である。一方、主蒸気タービンははるな型（43/45DDH）と同様、三菱舶用2胴衝動型シリーズ・パラレル型で、シリンダー構成は高圧・巡航一体型タービンと低圧タービンの組み合わせであった。
本型では、海自護衛艦としては初めて、同型艦の間でボイラー・タービンの形式統一が実現された。またボイラーやタービン、補機類の操縦および運転状況を自動監視する機関操縦室が設置され、自動化が進展している。しかし一方で、経費節減の必要上、蒸気性状については、はるな型で採用された高蒸気条件ではなく、2次防艦と同等に留められた。
蒸気タービン主発電機は出力1,500キロワット（3番艦「さわかぜ」では1,800キロワットに増強）で、前後の機械室に1基ずつ配置されており、また出力300キロワットのディーゼル非常発電機も船体前後部に分散配置されている。「あまつかぜ」において、ターター・システムへの電力供給が問題になった経験を踏まえて、本型では、当初から蒸気タービン主発電機の常時運転を前提とした設計が行われており、これによって緊急出港時も蒸気機関の準備時間が大幅に短縮（従来艦の4時間に対して30-45分）されて即応性が向上した一方、機関の維持管理に要する負荷は大幅に増大した。

## 装備
本型は、海上自衛隊の護衛艦としては初めてターターD・システムを搭載しており、自他護衛艦の砲熕兵器とあわせて縦深を持った防空火網を形成することを期待された。また、たかつき型と同等の対潜戦・対水上戦能力も具備していた。

### C4I
本型のネームシップを建造する時点で、既に「あまつかぜ」で搭載されたアナログ式の武器管制システム（WDS） Mk.4は陳腐化し、アメリカ海軍でもその代替を模索している状況であった。海上自衛隊では、アメリカ側の打診に応じて、海軍戦術情報システム（NTDS）のハードウェア・ソフトウェアの技術を応用したシステムを採用することとした。アメリカ海軍の監督の下、主契約会社としてシステム全体をRCA社が、デジタル・コンピューターのソフトウェアをスペリーUNIVAC社が担当することになった。これによって開発されたのがOYQ-1 WESであり、「たちかぜ」（46DDG）に搭載された。これにより、同艦は、海上自衛隊において初めて大規模なコンピュータを搭載した艦となった。また、2番艦の「あさかぜ」（48DDG）でも、小改正型のOYQ-2が搭載された。
海自では、計画年度にして2番艦との間に5年の差がある3番艦の「さわかぜ」（53DDG）でもWESを搭載する予定としていたが、結局、アメリカ側の薦めや部内担当部局の要望に応えて、より本格的な戦術情報処理装置であるOYQ-4が搭載された。これはリンク 11に対応するとともにコンピュータをAN/UYK-7に更新しており、またOYQ-1・2についてもこれと同等の性能を備えるようにアップグレードが行われ、1番艦「たちかぜ」のOYQ-1は1989年2月から9月、2番艦「あさかぜ」のOYQ-2は1989年12月から1990年6月に改修を受けて、それぞれ形式名はOYQ-1BとOYQ-2Bに変更された。

### センサ
ターター・システムの主センサとなる3次元レーダーとしては、1番艦と2番艦では「あまつかぜ」のAN/SPS-39Aの発展型にあたるAN/SPS-52Bが採用され、空中線部は第2マック上に、機器室が船体内の第2ボイラー室上に設置された。ビーム制御など情報処理用のコンピュータとしてはヒューズH3118が採用されたが、これは航空自衛隊の自動警戒管制組織（BADGE）と同一機器で元来艦載用ではなく、機器室直下のボイラー室が高温多湿の環境であったこともあり、特に1番艦就役後数年間は故障が多発した。この経験から、海上自衛隊は、システム艦における環境整備の必要性を痛感し、2番艦と3番艦は特に配慮された結果、この問題は急速に改善された。なお3番艦ではAN/SPS-52Cが搭載されたが、こちらでは、コンピュータは艦載用に開発されたAN/UYK-20とされていた。
またこれを補完して、対空捜索用レーダーとしてはOPS-11Cの搭載が予定されていたが、予算上の問題から1番艦では当初搭載されず、1980年に後日装備された。対水上捜索用としては1番艦にはOPS-16Dが、2番艦にはOPS-18が、そして3番艦には低空警戒能力を強化した新型機であるOPS-28が搭載されたほか、1992年から1994年にかけて、全艦に航海用のOPS-20が順次に搭載された。
ソナーとしてはその時々の標準機が搭載されており、1番艦と2番艦では66式探信儀 OQS-3が、3番艦ではOQS-4(I)が、それぞれ艦首装備式に搭載されている。上記の通り、当初はSQS-35(J)可変深度ソナーの後日装備が予定されていたが、これは最終的に実現しなかった。
電子戦支援用の電波探知装置（ESM）としては、1番艦ではNOLR-6が搭載された。その後、2番艦と3番艦は、電子攻撃機能も備えた電波探知妨害装置としてNOLQ-1、これを補完するレーダー警報受信機（ミサイル警報装置）としてOLR-9Bが搭載されるとともに、これらと連動してチャフやフレアなどデコイを展開するためのMk.36 SRBOCも搭載された。また1番艦でも、1986年の改修でOLT-3電波妨害装置、OLR-9ミサイル警報装置、Mk.36 SRBOCを追加搭載し、おおむねはつゆき型護衛艦（52DD）と同等のレベルにアップデートされた。

### 武器システム

#### ターター・システム
上記の通り、ターターD・システムは本型の主要な武器システムであり、Mk.74 ミサイル射撃指揮装置（GMFCS）、Mk.13 ミサイル発射機（GMLS）、RIM-66 スタンダードMR（SM-1MR）艦隊防空ミサイル（SAM）から構成される。
Mk.74 ミサイル射撃指揮装置（GMFCS）
1番艦「たちかぜ」と2番艦「あさかぜ」で搭載されたMk.74 mod.6では、AN/SPG-51C/Dイルミネーター（目標捕捉レーダー兼用; 「あまつかぜ」搭載のAN/SPG-51Cのデジタル化版）とMk.73方位盤、Mk.152射撃計算機などから構成されていた。3番艦「さわかぜ」では、射撃計算機を新型のCV-3432としたMk.74 mod.13とされており、1番艦と2番艦でも、のちにこちらに更新されている。
Mk.13 ミサイル発射機（GMLS）
1番艦と2番艦では「あまつかぜ」と同じmod.3であるが、3番艦では、ハープーン艦対艦ミサイルの運用に対応したmod.4に更新された。
RIM-66B/E スタンダードMR（SM-1MR）艦隊防空ミサイル（SAM）
「あまつかぜ」がターター・システム第1次改装で搭載したRIM-66A SM-1Aの本格量産機にあたるものであった。本型では、旧式のRIM-66AやRIM-24ターターなどの運用は行われなかった。なお、このミサイルは限定的ながら対艦攻撃も可能である。

#### 砲熕・水雷兵器
主砲としては、たかつき型（38DDA）と同様の要領で、73式54口径5インチ単装速射砲を前甲板と後部上部甲板室上に1基ずつ搭載した。砲射撃指揮装置（GFCS）としては、前期建造艦2隻では「ながつき」（41DDA）と同じく72式射撃指揮装置1型A（FCS-1A）が、3番艦では新型の81式射撃指揮装置2型21（FCS-2-21）が、いずれも艦橋構造物上に設置されており、またターター・システムのMk.74 GMFCSにも砲射撃指揮能力が付与されていた。またこれらに加えて、近接防空用の高性能20mm機関砲（CIWS）2基が1984年から1987年度にかけて後日装備されている。
水雷装備としては、やはりたかつき型（38DDA）と同様に、艦橋構造物直前の前甲板にアスロック8連装発射機（74式アスロックランチャー）、船体中部両舷に68式3連装短魚雷発射管HOS-301を搭載した。艦橋構造物左舷側にはアスロック弾庫が設けられており、ここからアスロック発射機への再装填は、1番艦と2番艦ではラマー・クレーンを使用した機力補助の手動装填方式がもちいられたが、3番艦でははつゆき型（52〜57DD）以降と同様に弾庫からの直接装填方式が採用されたため、発射機の装備位置は艦橋構造物に近づけられた。

## 諸元表
|                   | たちかぜ (46DDG)                                                                | あさかぜ (48DDG)                                                                | さわかぜ (53DDG)                                                                |
| ----------------- | ------------------------------------------------------------------------------- | ------------------------------------------------------------------------------- | ------------------------------------------------------------------------------- |
| 基準排水量        | 3,850トン                                                                       | 3,850トン                                                                       | 3,950トン                                                                       |
| 満載排水量        | 5,200トン                                                                       | 5,200トン                                                                       | 5,200トン                                                                       |
| 全長              | 143 m                                                                           | 143 m                                                                           | 143 m                                                                           |
| 全幅              | 14.3 m                                                                          | 14.3 m                                                                          | 14.3 m                                                                          |
| 深さ              | 9.0 m                                                                           | 9.0 m                                                                           | 9.0 m                                                                           |
| 吃水              | 4.6 5m                                                                          | 4.6 5m                                                                          | 4.6 5m                                                                          |
| 機関              | ボイラー×2缶（圧力60 kgf/cm2 (850 lbf/in2)、温度450℃、蒸気発生量 各120トン/時） | ボイラー×2缶（圧力60 kgf/cm2 (850 lbf/in2)、温度450℃、蒸気発生量 各120トン/時） | ボイラー×2缶（圧力60 kgf/cm2 (850 lbf/in2)、温度450℃、蒸気発生量 各120トン/時） |
| 機関              | 蒸気タービン（30,000 hp / 22 MW）×2基                                           |                                                                                 |                                                                                 |
| 機関              | 推進器（340 rpm）×2軸                                                           |                                                                                 |                                                                                 |
| 速力              | 32ノット                                                                        | 32ノット                                                                        | 32ノット                                                                        |
| 定員              | 277人                                                                           | 250人                                                                           | 250人                                                                           |
| 兵装              | 73式54口径5インチ単装砲×2基                                                     | 73式54口径5インチ単装砲×2基                                                     | 73式54口径5インチ単装砲×2基                                                     |
| 兵装              | 高性能20mm機関砲（CIWS）×2基                                                    |                                                                                 |                                                                                 |
| 兵装              | Mk.13 mod.3 単装ミサイル発射機×1基 （SM-1MR SAM用）                             | Mk.13 mod.3 単装ミサイル発射機×1基 （SM-1MR SAM用）                             | Mk.13 mod.4 GMLS×1基 （SM-1MR SAM / ハープーン SSM用）                          |
| 兵装              | 74式アスロックSUM 8連装発射機×1基                                               |                                                                                 |                                                                                 |
| 兵装              | HOS-301 3連装短魚雷発射管×2基                                                   |                                                                                 |                                                                                 |
| C4I               | SUPERBIRD-B2衛星通信装置                                                        | SUPERBIRD-B2衛星通信装置                                                        | SUPERBIRD-B2衛星通信装置                                                        |
| C4I               | OYQ-1 WES                                                                       | OYQ-2 WES                                                                       | OYQ-4 TDS                                                                       |
| FCS               | Mk.74 mod.13 ミサイルFCS ※46/48DDGでは当初はmod.6                               | Mk.74 mod.13 ミサイルFCS ※46/48DDGでは当初はmod.6                               | Mk.74 mod.13 ミサイルFCS ※46/48DDGでは当初はmod.6                               |
| FCS               | FCS-1A 砲FCS                                                                    | FCS-1A 砲FCS                                                                    | FCS-2-21 砲FCS                                                                  |
| FCS               | SFCS-6A 水中FCS                                                                 |                                                                                 |                                                                                 |
| レーダー          | AN/SPS-52B 三次元式                                                             | AN/SPS-52B 三次元式                                                             | AN/SPS-52C 三次元式                                                             |
| レーダー          | OPS-11C 対空捜索用                                                              |                                                                                 |                                                                                 |
| レーダー          | OPS-16D 対水上捜索用                                                            | OPS-18 対水上捜索用                                                             | OPS-28 対水上捜索用                                                             |
| レーダー          | OPS-20 航海用                                                                   |                                                                                 |                                                                                 |
| レーダー          | AN/SPG-51C/D ミサイル射撃指揮用×2基                                             |                                                                                 |                                                                                 |
| ソナー            | OQS-3A 艦首装備式                                                               | OQS-3A 艦首装備式                                                               | OQS-4(I) 艦首装備式                                                             |
| 電子戦・ 対抗手段 | NOLR-6 ESM                                                                      | NOLQ-1 ESM/ECM                                                                  | NOLQ-1 ESM/ECM                                                                  |
| 電子戦・ 対抗手段 | OLT-3 ECM                                                                       | NOLQ-1 ESM/ECM                                                                  | NOLQ-1 ESM/ECM                                                                  |
| 電子戦・ 対抗手段 | OLR-9B ミサイル警報装置 ※46DDGでは後日装備                                      |                                                                                 |                                                                                 |
| 電子戦・ 対抗手段 | Mk.36 mod.2 SRBOC（Mk.137 6連装デコイ発射機×4基） ※46DDGでは後日装備            |                                                                                 |                                                                                 |
| 電子戦・ 対抗手段 | 曳航具3型（対魚雷デコイ）                                                       |                                                                                 |                                                                                 |

## 新旧ミサイル護衛艦の比較
|          |            | まや型                                | あたご型                             | こんごう型                           | はたかぜ型                               | たちかぜ型                               | あまつかぜ (最終状態)                    |
| -------- | ---------- | ------------------------------------- | ------------------------------------ | ------------------------------------ | ---------------------------------------- | ---------------------------------------- | ---------------------------------------- |
| 船体     | 基準排水量 | 8,200 t                               | 7,750 t                              | 7,250 t                              | 4,600 t                                  | 3,850 t                                  | 3,050 t                                  |
| 船体     | 満載排水量 | 10,250 t                              | 10,000 t                             | 9,485 t                              | 5,900 t                                  | 5,200 t                                  | 4,000 t                                  |
| 船体     | 全長       | 170 m                                 | 165 m                                | 161 m                                | 150 m                                    | 143 m                                    | 131 m                                    |
| 船体     | 全幅       | 21.0 m                                | 21.0 m                               | 21.0 m                               | 16.8 m                                   | 14.3 m                                   | 13.4 m                                   |
| 主機     | 機関       | ガスタービン                          | ガスタービン                         | ガスタービン                         | ガスタービン                             | 蒸気タービン                             | 蒸気タービン                             |
| 主機     | 方式       | COGLAG                                | COGAG                                | COGAG                                | COGAG                                    | ギアード・タービン                       | ギアード・タービン                       |
| 主機     | 出力       | 69,000 ps                             | 100,000 ps                           | 100,000 ps                           | 70,000 ps                                | 60,000 ps                                | 60,000 ps                                |
| 主機     | 速力       | 30 kt                                 | 30 kt                                | 30 kt                                | 30 kt                                    | 32 kt                                    | 33 kt                                    |
| 兵装     | 砲熕       | 62口径5インチ単装砲×1基               | 62口径5インチ単装砲×1基              | 54口径127ミリ単装砲×1基              | 54口径5インチ単装砲×2基                  | 54口径5インチ単装砲×2基                  | 50口径76mm連装砲×2基                     |
| 兵装     | 砲熕       | 高性能20mm機関砲×2基                  |                                      |                                      |                                          |                                          | 50口径76mm連装砲×2基                     |
| 兵装     | 砲熕       | ―                                     | ―                                    | ―                                    | ―                                        | ―                                        | ヘッジホッグ対潜迫撃砲×2基               |
| 兵装     | ミサイル   | Mk.41 VLS×96セル (SM-2MR, SM-3, 07式) | Mk.41 VLS×96セル (SM-2MR, SM-3, VLA) | Mk.41 VLS×90セル (SM-2MR, SM-3, VLA) | Mk.13 単装発射機×1基 (SM-1MR,ハープーン) | Mk.13 単装発射機×1基 (SM-1MR,ハープーン) | Mk.13 単装発射機×1基 (SM-1MR,ハープーン) |
| 兵装     | ミサイル   | Mk.41 VLS×96セル (SM-2MR, SM-3, 07式) | Mk.41 VLS×96セル (SM-2MR, SM-3, VLA) | Mk.41 VLS×90セル (SM-2MR, SM-3, VLA) | 74式8連装発射機×1基 (アスロック)         |                                          |                                          |
| 兵装     | ミサイル   | SSM4連装発射筒×2基                    | 90式 4連装発射筒×2基                 | ハープーン 4連装発射筒×2基           | ハープーン 4連装発射筒×2基               | ―                                        | ―                                        |
| 兵装     | 水雷       | 3連装短魚雷発射管×2基                 | 3連装短魚雷発射管×2基                | 3連装短魚雷発射管×2基                | 3連装短魚雷発射管×2基                    | 3連装短魚雷発射管×2基                    | 3連装短魚雷発射管×2基                    |
| 艦載機   | 艦載機     | SH-60K×1機                            | SH-60J/K×1機                         | ヘリコプター甲板のみ                 | ヘリコプター甲板のみ                     | ―                                        | ―                                        |
| 同型艦数 | 同型艦数   | 2隻                                   | 2隻                                  | 4隻                                  | 2隻（練習艦）                            | 3隻（退役）                              | 1隻（退役）                              |

## 同型艦

### 一覧表
| 艦番号  | 建造番号 | 艦名     | 建造                  | 起工                        | 進水                         | 竣工                        | 除籍                        |
| ------- | -------- | -------- | --------------------- | --------------------------- | ---------------------------- | --------------------------- | --------------------------- |
| DDG-168 | 2308     | たちかぜ | 三菱重工業 長崎造船所 | 1973年 （昭和48年） 6月19日 | 1974年 （昭和49年） 12月17日 | 1976年 （昭和51年） 3月26日 | 2007年 （平成19年） 1月15日 |
| DDG-169 | 2309     | あさかぜ | 三菱重工業 長崎造船所 | 1976年 （昭和51年） 5月27日 | 1977年 （昭和52年） 10月15日 | 1979年 （昭和54年） 3月27日 | 2008年 （平成20年） 3月12日 |
| DDG-170 | 2310     | さわかぜ | 三菱重工業 長崎造船所 | 1979年 （昭和54年） 9月14日 | 1981年 （昭和56年） 6月4日   | 1983年 （昭和58年） 3月30日 | 2010年 （平成22年） 6月25日 |

### 運用史
本型は、8艦6機体制時代の護衛艦隊において、少数ながら最新鋭の防空中枢艦として活躍し、8艦8機体制においても、引き続き艦隊防空を担った。このことから、上記の通り、継続的な改修により、装備のアップデートを図っていた。
その後、老朽化とイージス艦の増勢に伴い、ネームシップの「たちかぜ」は「ちょうかい」の、3番艦「さわかぜ」は同じく「あたご」の就役と同時に第一線から退き、2番艦「あさかぜ」は「あしがら」と交代して退役した。

#### 艦隊旗艦
「たちかぜ」は1998年（平成10年）に2番砲塔の撤去と司令部設備の新設改修を施し、2007年（平成19年）1月15日の退役まで護衛艦隊旗艦を務めた。
「たちかぜ」の退役によって護衛艦隊旗艦は廃止されたが、2007年（平成19年）3月25日より、3番艦「さわかぜ」が旗艦に準じて運用される護衛艦隊直轄艦として充当された。なお同艦は2番砲塔の撤去を行なわなかった。2010年（平成22年）6月25日の同艦の退役により、護衛艦隊旗艦およびこれに準じた直轄艦運用は廃止された。

## 登場作品

### 映画
『ガメラ 大怪獣空中決戦』
「あさかぜ」・「さわかぜ」が登場。はるな型護衛艦やしらね型護衛艦とともに、ガメラを捜索する。
『ゴジラvsビオランテ』
伊勢湾防衛線展開の場面で「たちかぜ」が登場。

### アニメ
『新世紀エヴァンゲリオン』
TV版第八話に国連軍駆逐艦として登場。ガギエルに対し対潜攻撃を行うも全く効果がなかった。

### 漫画
『沈黙の艦隊』
「たちかぜ」が第2護衛隊群の一員として登場。原作6巻で米海軍のヘリコプターからミサイル攻撃を受ける。また撃沈された「くらま」の生存者を収容した。

### 小説
『異界戦艦大和』
「たちかぜ」が登場。戦艦「大和」の幽霊船出現の報を受け調査に出動。
『時空連合自衛隊』（文庫名：『超時空自衛隊』）
「さわかぜ」が登場。第二次世界大戦時にタイムスリップしてしまった西日本に配備されており、登場する架空のヘリコプター搭載護衛艦「いこま」を護衛する。
『亡国のイージス』
架空のはたかぜ型護衛艦3番艦「いそかぜ」が所属する第3護衛隊群第65護衛隊（架空の護衛隊）旗艦として、架空の4番艦「うらかぜ」が登場。
大島沖で敵艦役として「いそかぜ」との遭遇戦演習を実施する予定だったが、反乱を起こした「いそかぜ」から2波にわたるハープーン攻撃を受け、第1波の2発をSM-1MR、単装砲、チャフ、CIWSの順番で迎撃。1発を単装砲で撃墜し、残りの1発もチャフで回避することに成功する。しかし第2波の2発は迎撃に失敗し、それぞれ艦橋構造物の根元と左側乾舷に被弾し撃沈された。
映画版ではむらさめ型護衛艦に艦種が変更されている。